# みどり市立大間々北小学校
みどり市立大間々北小学校（みどりしりつ おおままきたしょうがっこう）は、群馬県みどり市大間々町桐原にある公立小学校。

## 所在地
- 群馬県みどり市大間々町桐原653

## 沿革
- 明治6年11月 - 大間々学校開校。
- 明治6年12月1日 - 桐原学校開校。
- 明治18年1月 - 大間々学校が第150学区山田第五小学校となり桐原学校を合併。
- 明治19年 - 山田第五小学校が山田第一尋常小学校となる。
- 明治22年 - 町村制施行により大間々町成立。山田第一尋常小学校が大間々尋常小学校となる。山田高等小学校第二分教場設置。
- 明治24年4月 - 山田高等小学校第二分教場が独立し山田第三高等小学校となる。
- 明治25年12月20日 - 大間々尋常高等小学校設立。
- 明治26年1月1日 - 大間々尋常小学校と大間々尋常高等小学校が合併し大間々尋常高等小学校となる。
- 明治28年4月26日 - 火災により焼失。
- 昭和16年4月1日 - 大間々国民学校となる。
- 昭和22年4月1日 - 学制改革により大間々町立大間々小学校となる。
- 昭和45年4月1日 - 大間々町立大間々小学校が大間々町立大間々北小学校と大間々町立大間々南小学校に分離。
- 平成18年3月27日 - 合併によりみどり市成立、みどり市立大間々北小学校となる。
- 平成23年 - みどり市立神梅小学校と統合。
- 平成24年 - みどり市立福岡西小学校と統合。
- 令和2年 - みどり市立福岡中央小学校と統合。

## 学区
- 大間々町大間々の一部（大間々一丁目 - 四丁目）[1][2]
- 大間々町高津戸
- 大間々町桐原の一部（上ノ台、上桐原、間坂）
- 大間々町塩原（旧福岡西小学区）
- 大間々町塩沢（旧福岡西小学区）
- 大間々町上神梅（旧神梅小学区）
- 大間々町下神梅（旧神梅小学区）
- 大間々町浅原(旧福岡中央小学区)
- 大間々町長尾根(旧福岡中央小学区)
- 大間々町小平(旧福岡中央小学区)

## 学校周辺
- みどり市立大間々中学校
- 群馬県立大間々高等学校
- 大間々警察署
- わたらせ渓谷線：大間々駅
- 渡良瀬川
- 国道122号